# エネルギーミックス
2018年の日本のエネルギー源構成
自給率 11.7%
2030年の日本のエネルギー源構成目標
自給率 おおむね30%

供給源別の日本の電力生産量

エネルギーミックスとは、さまざまな発電方法を組み合わせて、環境に配慮しながら電力を供給することである。また、日本語で「電源構成」と呼ぶこともある。

## 概要
現在、日本国内では石炭、石油等による火力発電が主な発電方法だが、SDGsの視点から、CO2の排出量を減らすため、2030年までに目標の発電割合にすることを目指している。
また、エネルギー資源の概ねが輸入に頼っており、エネルギー自給率の向上にも取り組んでいる。

## 策定の経緯
アメリカでは、シェールオイル・ガス増産等によるエネルギーの自立化がみられたり、世界のエネルギー需給において旺盛な需要を持つBRICSの存在感が増し、エネルギー資源獲得競争が激化して、日本の産業が国外諸国に格差をつけられる可能性があった。特に中国やロシアなどは、BRICSの中でも特に資源が豊富で、レアメタルや天然ガスの世界シェア上位に位置している。
また、脱炭素化を目標とするパリ協定の発効を踏まえ、世界的に脱炭素化の機運が高まっていたが、日本国内では脱炭素化はあまり進んでいなかった。こうした産業面や環境面の課題を解決し、限られた資源を効果的にかつ、脱炭素化しながら活用していくための施策が必要となったため、2015年にエネルギーミックス政策が策定された。